# سیانودار کردن
سیانودار کردن یا سیاناسیون(به انگلیسی: Cyanation) واکنشی‌هایی در شیمی آلی هستند که طی آن یک گروه سیانید از طریق یک واکنش افزایشی یا جابجایی به یک مولکول متصل می‌شود.

سیانودار کردن آلدهید به وسیله بی‌سولفات